# Copa del Rey de vóley playa
La Copa del Rey de vóley playa es la segunda competición española en importancia en el voleibol de playa tras el Campeonato de España de Vóley Playa. La competición se inicia en 2018 en el marco del Circuito Nacional de Vóley Playa (CNVP) y desde entonces ha sido un fijo en el calendario de esta disciplina en España. Una prueba que recibe la categoría de 'Tres Estrellas' y que comparte importancia con el Campeonato de España de Vóley Playa. 

## Historia
La primera Copa de España
El torneo surge en el verano de 2018 bajo el nombre de 'Copa de España' y su disputa se lleva a cabo por primera vez en la playa del Inglés de Maspalomas. Un enclave donde de por sí se respira voleibol, y que durante unos días fue la sede de este novedoso torneo que busca recoger un poco la tradición que tiene en el voleibol.
Del reconocimiento de la Copa del Rey al crecimiento
Tras un año, en 2019, fue la primera vez que la Casa Real dio nombre a esta competición homologada ya como 'Copa del Rey', momento que aprovechó para empezar a asentarse en el calendario y poder así crecer dentro del CNVP con la importancia que merece. Una edición tras la que se tuvo que detener la competición por la Pandemia de COVID-19 y que se iba a reanudar con el cambio de sede anunciándose las siguientes tres ediciones en Ciudadela. Una ciudad a la que después le sucedería Madrid, hasta encontrar un próximo destino más duradero y también con un contrato para tres ediciones, como fue el que obtuvo la ciudad de Marbella.

## Ediciones
| Edición      | Año          | Campeón                        | Resultado                 | Subcampeón                       | Parciales                 | Lugar                     | Ref.                      |
| Copa del Rey | Copa del Rey | Copa del Rey                   | Copa del Rey              | Copa del Rey                     | Copa del Rey              | Copa del Rey              | Copa del Rey              |
| ------------ | ------------ | ------------------------------ | ------------------------- | -------------------------------- | ------------------------- | ------------------------- | ------------------------- |
| 1.ª          | 2018         | Alejandro Huerta Javier Huerta | 2 - 1                     | Javier Monfort Vicente Monfort   | 19-21, 22-20, 15-8        | Maspalomas                | [ 1 ]                     |
| 2.ª          | 2019         | Daniel Moreno Óscar Jiménez    | 2 - 0                     | Inocencio Lario Christian García | 21-17, 21-12              | Maspalomas                | [ 2 ]                     |
| 3.ª          | 2020         | Supendido por el COVID-19      | Supendido por el COVID-19 | Supendido por el COVID-19        | Supendido por el COVID-19 | Supendido por el COVID-19 | Supendido por el COVID-19 |
| 4.ª          | 2021         | Nathan Matos Timothee Platre   | 2 - 0                     | Raúl Mesa Óscar Jiménez          | 21-19, 21-19              | Ciudadela                 | [ 3 ]                     |
| 5.ª          | 2022         | Javier Huerta Óscar Jiménez    | 2 - 0                     | Raúl Mesa Pablo Pérez            | 21-19, 21-17              | Ciudadela                 | [ 4 ]                     |
| 6.ª          | 2023         | Javier Bello Joaquín Bello     | 2 - 1                     | Sergi Reñé Óscar Jiménez         | 21-23, 21-14, 15-8        | Ciudadela                 | [ 5 ]                     |
| 7.ª          | 2024         | Javier Bello Joaquín Bello     | 2 - 0                     | Antonio Saucedo Álvaro Viera     | 21-17, 21-18              | Madrid                    | [ 6 ]                     |
| 8.ª          | 2025         | Pablo Pérez Nathan Matos       | 2 - 1                     | Joaquín Bello Enrique Bello      | 19-21, 21-19, 15-11       | Marbella                  | [ 7 ]                     |

## Palmarés
En las siete ediciones que se han disputado hasta el momento, ha habido hasta ocho jugadores diferentes que se han coronado como campeones de la Copa del Rey de Vóley Playa:
| Jugador          | Títulos | Años       |
| ---------------- | ------- | ---------- |
| Javier Bello     | 2       | 2023, 2024 |
| Joaquín Bello    | 2       | 2023, 2024 |
| Javier Huerta    | 2       | 2018, 2022 |
| Óscar Jiménez    | 2       | 2019, 2022 |
| Nathan Matos     | 2       | 2021, 2025 |
| Alejandro Huerta | 1       | 2018       |
| Daniel Moreno    | 1       | 2019       |
| Timothee Platre  | 1       | 2021       |
| Pablo Pérez      | 1       | 2025       |